# هايدن باركر
هايدن باركر (بالإنجليزية: Hayden Parker)‏ هو لاعب اتحاد الرغبي نيوزيلندي، ولد في 19 نوفمبر 1990 في أوامرو ‏ في نيوزيلندا.

## وصلات خارجية
- هايدن باركر على موقع ItsRugby.co.uk (الإنجليزية)